# AméricaEconomía
América Economía es una revista de negocios que cubre América Latina en español y portugués. Fue fundada en 1986 por el chileno Elías Selman y el sueco Nils Strandberg.

## Historia
En 1986, Elías Selman y Nils Strandberg fundaron la revista, encargando a Andrés Oppenheimer su diseño centrado en América Latina. La edición piloto fue realizada por los periodistas Pablo Huneeus, Germán Mujica y Alejandro Koffmann en el sótano de la residencia de Everett Martin en Nueva Jersey.
Su primer número apareció en junio de ese año, en medio de lo que se conoció como la «década perdida latinoamericana». A pesar de ello, los fundadores pensaron que se necesitaba una publicación para el emergente hombre de negocios globalizado de Latinoamérica.
La revista se estableció en Santiago de Chile y rápidamente se convirtió en una referencia para los líderes empresariales de la región. Su cobertura abarcaba temas como la economía, los negocios, la política y la cultura. La revista también se distinguió por su énfasis en el análisis y la investigación.
En 1993, lanzó su edición en portugués, dirigida a los mercados de Brasil y Portugal. En 1997, la revista fue adquirida por el Grupo Burda, una empresa alemana de medios.
En las subsiguientes décadas siguió creciendo y expandiéndose. En 2006, la revista lanzó su sitio web. En 2009 se inicia una nueva estrategia para potenciar el proyecto de AméricaEconomía.com, incorporando todo el proceso tecnológico al interior de la compañía y lanzando nuevos canales especializados como el de MBA & Educación Ejecutiva. Para 2014, la revista lanzó su edición digital en inglés.
En 2022, la revista se declaró en quiebra en su país natal, Chile, debido a la crisis financiera, competencia digital, y la pandemia. Despidos masivos ocurrieron, generando preocupación entre los empleados por indemnizaciones y salarios pendientes.

## Oficinas Editoriales
- Buenos Aires, Argentina
- São Paulo, Brasil
- Santiago de Chile, Chile
- Lima, Perú
- Ciudad de México
- Bogotá, Colombia
- Miami, EE. UU.